# Aragoiânia
Aragoiânia é um município brasileiro do interior do estado de Goiás, na Mesorregião do Centro Goiano e na Microrregião de Goiânia. Sua população estimada pelo IBGE em 2021 era de 10.680 habitantes.

## História
Na região havia uma parada de gado – local de descanso e ruminação dos animais – devido a este fato, a primeira denominação do município foi Malhadouro passou por Rosália, uma homenagem ao pioneiro José Cândido Rosa. Aragoiânia foi a última denominação, mas a cidade até hoje carrega o pseudônimo de Biscoito Duro. Apelido peculiar, devido ao local que era parada de lanche entre Goiânia e Rio Verde.
No dia 27 de abril de 1940, foi celebrada a primeira missa do povoado. Nesta época havia apenas meia dúzia de casas no local. Ainda neste referido ano surgiu a ideia da construção de uma capela, cujo terreno fora doado por José Cândido Rosa. Em 1946, este templo foi ampliado pelo sírio-libanês João Nasser, primo de Alfredo Nasser. Com o passar dos anos, a comunidade ajudou em diversas reformas, até o atual formato que a Igreja de Santa Luzia se encontra hoje. A igreja nunca mudou de local, sempre esteve na praça que também tem o seu nome.

## Significado
O nome Aragoiânia foi uma escolha do pioneiro José Cândido Rosa, significa cidade entre Goiânia e o Rio Araguaia. Por muito tempo a rodovia que corta o município foi o caminho entre a capital e o referido rio.